# Holosteus esocinus
Holosteus esocinus è un pesce osseo estinto, appartenente agli aulopiformi. Visse nell’Eocene medio (circa 50 – 48 milioni di anni fa) e i suoi resti fossili sono stati ritrovati in Italia, nel famoso giacimento di Monte Bolca.

## Descrizione
Questo pesce era di medie dimensioni e poteva oltrepassare i 60 centimetri di lunghezza. Possedeva un corpo dalla forma molto snella e allungata. La testa era stretta e gli occhi erano piccoli. Le mascelle allungate erano armate di lunghi denti aguzzi. La mascella superiore era più corta della mandibola, come avviene per gli attuali barracuda (gen. Sphyraena). Lungo il corpo erano presenti due piccole pinne dorsali nella metà posteriore del corpo; quella più arretrata era opposta alla pinna anale, mentre quella anteriore era opposta alle pinne pelviche. La pinna caudale era profondamente biforcuta. Il corpo era completamente privo di scaglie, ed era presente una banda scura larga e uniforme al centro del corpo, lungo il dorso.
Holosteus era dotato di un insieme di caratteristiche che hanno permesso ai paleontologi di distinguerlo da altri pesci affini, come l'attuale Paralepis: l’articolazione tra osso quadrato e osso articolare posta sotto il margine posteriore dell’orbita, piccoli denti ricurvi sulla premascella, grandi denti sottili e appuntiti sul palato e sulla mandibola sprovvisti di margini seghettati o corrugati, circa 19 – 22 raggi della pinna anale e 10-12 nelle pinne pelviche, cinque o sei ossa ipurali autogene, scaglie fulcrali ossee appena davanti ai lobi delle pinne dorsali, ventrali e caudale e le estremità prossimali dei raggi epassiali della pinna caudale che sovrastano notevolmente gli ipurali associati (Marramà e Carnevale, 2017).

## Classificazione
Holosteus esocinus venne descritto per la prima volta da Louis Agassiz nel 1835, sulla base di fossili provenienti dalla famosa Pesciara di Bolca, in provincia di Verona. A lungo questo animale è stato confuso con il genere Xiphopterus, descritto da Volta anni prima e considerato dai più un nomen dubium. Anche a causa di questa confusione tassonomica, Holosteus/Xiphopterus è stato a lungo ritenuto uno Scombridae dall’insolita morfologia; attualmente Holosteus è però ritenuto un rappresentante degli aulopiformi, in particolare delle forme note come barracudinas (Paralepididae).
All’interno di questa famiglia, Holosteus mostra notevoli affinità con Pavlovichthys mariae dell’Oligocene della Polonia (inizialmente descritto come una specie di Holosteus, H. mariae); queste due forme sono raggruppate insieme nella sottofamiglia estinta Holosteinae. Un’altra specie attribuita a Holosteus, H. fieniensis dell’Oligocene rumeno, è con tutta probabilità da attribuirsi a Pavlovichthys.

## Paleoecologia
La morfologia peculiare di Holosteus e delle forme simili assomiglia in molti aspetti il piano corporeo di numerosi pesci predatori d’agguato, e ciò suggerisce che gli adattamenti morfologici di questi pesci di inizio Cenozoico possano essere dovuti, almeno in parte, a una strategia predatoria sperimentata dai pesci paralepididi unicamente nel contesto della notevole radiazione adattativa dei pesci teleostei dopo l’estinzione del Cretaceo/Terziario (Marramà e Carnevale, 2017).